# Spetses
Spetses (Grieks: Σπέτσες, Katharevousa: Σπέτσαι, in de klassieke oudheid Πιτυούσα) is een van de Saronische Eilanden op 52 zeemijl (96 kilometer) van de haven van Pireus. Het heeft een oppervlakte van 22 km² en 4000 inwoners. Vanuit bestuurlijk oogpunt maakt het eiland vanaf 2011 deel uit van de Griekse bestuurlijke regio (periferia) Attica; tot 1948 behoorde het echter tot het oude departement Argolidocorinthia dat nu in Argolis en Corinthia is onderverdeeld. Spetses-stad dat circa 3900 inwoners telt is de enige grotere plaats gemeenschap op het eiland op een paar dorpjes na. Alle liggen ze aan de kust met elkaar verbonden door een geasfalteerde ringweg. Het eiland kent een aantal kleine baaien. Net als op Hydra en op Angistri is er enkel autoverkeer toegelaten voor de eilandbewoners en voor hulpdiensten. Tot Spetses behoren de twee kleinere eilanden Spetsopoula (8 inwoners) en het onbewoonde eilandje Velopoula.
Vanuit Piraeus zijn er elke dag draagvleugelboten die op hun tocht naar Porto Cheli de Saronische Eilanden Poros, Hydra, (soms ook Ermioni) en Spetses aandoen. Vanuit Kosta (vasteland) zijn er ook watertaxi's en kleine bootjes beschikbaar om naar Spetses te varen. In de zomer is er tevens er een kleine ferryboot die vanuit Kosta naar Spetses-stad vaart.

## Geschiedenis
Het eiland was samen met Hydra en Psara een van de grote handelsmachten van het Griekenland van het einde van de achttiende en het begin van de negentiende eeuw, en speelde een belangrijke rol in de Griekse Onafhankelijkheidsoorlog.